# Mifepristone
Il mifepristone è uno steroide sintetico utilizzato come farmaco per l'aborto chimico nei primi due mesi della gravidanza. Prodotto sotto forma di pillola, viene commercializzato in Francia con il nome Mifégyne da Exelgyn Laboratoires e negli Stati Uniti, dove viene prodotto dalla Danco Laboratories LLC, come Mifeprex. Durante le prime sperimentazioni fu usata la sigla RU-38486, poi abbreviata in RU-486, dall'azienda produttrice, la Roussel Uclaf.
Rispetto ai metodi abortivi tradizionali, non rende indispensabile da un punto di vista clinico l'ospedalizzazione, che è comunque prevista normativamente in alcuni Stati, e ha il vantaggio di non richiedere un intervento chirurgico. Attualmente è in uso in tutti gli Stati dell'Unione europea ad eccezione della Polonia e della Lituania, oltre che di Malta, paesi nei quali l'aborto è vietato.
Il mifepristone non va confuso con la pillola del giorno dopo, che invece è un farmaco per la contraccezione d'emergenza, da cui si differenzia per i meccanismi di azione e per i tempi di assunzione. Infatti, la pillola del giorno dopo, oltre a dover essere somministrata entro 72 ore (3 giorni) dal rapporto sessuale, agisce semplicemente bloccando l'ovulazione - se questa non è già avvenuta - senza avere effetti sull'impianto di un eventuale embrione.

## Somministrazione
L'aborto farmacologico con mifepristone (RU-486) richiede un monitoraggio attento delle condizioni fisiche e psichiche della donna. Una volta assunto il mifepristone, è la donna in primis che deve monitorare l'andamento del processo: infatti il farmaco, pur garantendo un'alta percentuale di successo, può in rari casi non produrre l'effetto desiderato e in caso di mancato aborto entro 36-48 ore dall'assunzione del mifepristone la donna deve assumere un prostaglandinico (misoprostolo o gemeprost). Segue quindi un'ulteriore visita dopo 14-21 giorni per accertare l'avvenuta espulsione dell'embrione. Nella maggior parte dei casi il sanguinamento inizia 24-48 ore dopo la somministrazione del mifepristone e solo in un piccolo numero di pazienti (3%) l'espulsione dell'embrione avviene prima di prendere la prostaglandina. Il sanguinamento dura in media una decina di giorni e l'espulsione dell'embrione può avvenire da poche ore dalla somministrazione della prostaglandina fino a qualche giorno dopo.

## Modalità di azione del farmaco
Il mifepristone è un ormone steroideo anti-progestinico derivato dal noretindrone. Agisce direttamente sui recettori progestinici, inibendone l'azione particolarmente sull'utero. Il progesterone (dal latino «pro»: che favorisce e «gestare»: gravidanza) è l'ormone che assicura il mantenimento della gravidanza per le sue diverse azioni sulle strutture uterine. Il mifepristone blocca l'azione progestinica sui recettori inibendo lo sviluppo embrionale e causando il distacco e l'eliminazione della mucosa uterina, con un processo simile a ciò che accade durante le mestruazioni.
L'azione del mifepristone necessita a volte di essere completata in un secondo tempo, solitamente due giorni dopo la prima somministrazione, con la somministrazione di una prostaglandina (di solito il misoprostol) che provoca delle contrazioni uterine e favorisce l'eliminazione della mucosa e dell'embrione, solitamente entro mezza giornata.
Il metodo che prevede le due somministrazioni è efficace tra il 92% e il 99% dei casi a seconda del trial clinico in esame, mentre l'RU-486 da solo ha un'efficacia pari a circa l'80%. Alcuni studi recenti mostrerebbero un'efficacia superiore nella somministrazione di misoprostolo per via orale rispetto a quella vaginale.
Ad alte dosi il mifepristone ha anche lievi effetti antiglucocorticoidi e antiandrogeni.

## Struttura chimica
Il mifepristone è una polvere bianca, altamente solubile in metanolo e solo poco solubile in acqua.
La formula di struttura è 11β-[para-(Dimetilamino) fenil]-17β-idrossi-17-(1-propinil) estra-4,9-dien-3-one, la formula bruta è C29H35NO2

## Procedura di utilizzo in gineco-ostetricia
L'RU-486 è utilizzato in:
- Interruzione volontaria di gravidanza
- Interruzione clinica di gravidanza in caso di morte fetale in utero per ridurre la dose di prostaglandine necessaria all'espulsione.

Accertato con una ecografia che la gravidanza è all'interno dell'utero e di epoca inferiore a 63 giorni (nove settimane di gestazione), il medico somministra una dose di mifepristone tra i 200 ed i 600 mg. Il farmaco blocca i recettori del progesterone sulla mucosa e sulla muscolatura dell'utero favorendo il distacco dell'embrione e la dilatazione del collo.
Due giorni dopo, se non si è verificata l'espulsione del materiale gravidico, viene somministrata una prostaglandina che la induce nel giro di pochissime ore.
Dopo circa dieci giorni la paziente torna in ospedale per la verifica ecografica dell'avvenuta interruzione. La procedura può fallire in meno dell'1% dei casi e in circa il 5% dei casi è necessaria la revisione chirurgica della cavità uterina per completarla o per bloccare eventuali emorragie che potrebbero verificarsi.

## Vantaggi della RU-486 rispetto alle tecniche abortive tradizionali
- Essendo una somministrazione orale di compresse, risulta minore l'invasività della procedura rispetto alle tecniche chirurgiche quali aspirazione e raschiamento.[5]
- L'RU-486 può essere utilizzata dalle prime settimane di gravidanza, mentre l'aspirazione non è possibile fino verso la 6ª settimana; la soglia critica per il rischio di complicazioni è l'8ª settimana.[5]
- Il metodo non richiede né l'intervento chirurgico né anestesia e non ha i rischi dell'aspirazione: traumi dell'utero, del collo (dell'utero), rischio ulteriore di sterilità, di gravidanza extra-uterina, ecc.
- Permette l'interruzione volontaria di gravidanza in quei casi in cui l'aborto chirurgico non può essere praticato.

## Controindicazioni
- Non può essere somministrato a pazienti che presentino allergia nota al mifepristone, insufficienza surrenalica, disordini emorragici, o che siano in terapia con anticoagulanti o cortisonici.
- Non può essere somministrato oltre le 9 settimane di gravidanza.
- È controindicato in caso di gravidanza extra-uterina.
- Le prostaglandine non possono essere somministrate in caso di: ipertensione arteriosa, angina pectoris, sindrome di Raynaud, insufficienza cardiaca, aritmia.

Fallimenti terapeutici: l'interruzione di gravidanza con mifepristone presenta un rischio di fallimento dell'1,3-7,5%. Il rischio di fallimento potrebbe essere associato a polimorfismi del gene che codifica per il recettore degli estrogeni. Anche la parità della donna (numero di parti o numero di figli, compresi i nati morti) sembra influire sul successo del trattamento abortivo: alle pazienti con parità maggiore è associata una minore efficacia del trattamento abortivo.
Sanguinamento: in seguito all'assunzione di mifepristone per l'interruzione della gravidanza si verifica sanguinamento vaginale che in media dura una decina di giorni. Il sanguinamento non è indice di avvenuta espulsione fetale. In caso di sanguinamento persistente, anche lieve, dopo la visita di controllo da effettuare dopo 2 o 3 settimane dall'assunzione del mifepristone si verifica l'eventualità di un aborto incompleto o di una gravidanza extra-uterina passata inosservata.
Infezioni: su circa un milione di procedure di interruzione di gravidanza con mifepristone, in quattro casi in cui era stata somministrata una dose doppia di misoprostolo (800 mg) per via vaginale, non quella abituale orale, sono stati riportati casi di shock tossico fatale causato da endometrite da Clostridium sordellii. Su 1,2 milioni di interruzioni di gravidanza eseguite in Francia dal 1988 entro i primi 50 giorni di gestazione, nessun caso di infezione è stato riportato. Negli Stati Uniti furono riportati otto casi (mortali) di questa infezione, fra il 2000 ed il 2010. L'eventuale associazione tra infezione e procedura è però controversa, così come l'eventuale opportunità di profilassi di merito. L'uso di dosi elevate di misoprostolo per una via diversa da quella orale è inoltre una procedura non autorizzata e non diffusa abitualmente.
Gravidanza: in letteratura il mifepristone è stato sporadicamente associato a casi di tossicità embriofetale. Si raccomanda di evitare il concepimento durante il ciclo mestruale successivo all'assunzione di mifepristone e di adottare valide misure di contraccezione il prima possibile dopo la somministrazione del farmaco. Nel caso in cui si decida di portare avanti una gravidanza dopo fallimento del trattamento abortivo con mifepristone, la donna deve essere consapevole del rischio di malformazioni a cui è soggetto il nascituro.
Allattamento: il mifepristone è un composto lipofilo e può essere escreto nel latte materno; di conseguenza il suo impiego dovrebbe essere evitato in corso di allattamento al seno. Tuttavia un piccolo studio condotto su 12 donne ha dimostrato che le concentrazioni di mifepristone che si ritrovano nel latte materno sono basse.

## Effetti secondari
- Dolori addominali
- Nausea
- Diarrea
- Emorragie per un periodo in media di 8-10 giorni

## Storia
Nel 1980 Étienne-Émile Baulieu, lavorando per i laboratori Roussel Uclaf su derivati del progesterone, scoprì un potente anti-progestinico che venne inizialmente chiamato RU-38486, iniziali del laboratorio dove fu messo a punto e numero di serie.
Sperimentato a partire dall'inizio degli anni ottanta come un'alternativa all'aborto "meccanico", sola tecnica abortiva allora possibile, la molecola provocò una levata di scudi da parte degli ambienti ostili all'aborto volontario. Ciononostante, il mifepristone venne posto sul mercato in Francia nel 1988 per l'uso in combinazione con prostaglandine.
Il 26 ottobre di quell'anno Roussel Uclaf affermò che avrebbe fermato la distribuzione del farmaco, ma dietro pressanti richieste del governo francese la distribuzione venne ripresa due giorni dopo. Attualmente è utilizzato nel 30% delle interruzioni di gravidanza. Il mifepristone fu approvato in altri paesi Europei negli anni novanta (in Francia nell'aprile 1994), e negli Stati Uniti nel settembre 2000. In Italia nel 1999 ne venne autorizzato l'uso limitatamente alla sindrome di Cushing.
Nel 2003 l'Organizzazione mondiale della sanità (OMS) conferma la sicurezza del mifepristone e definisce le linee guida in un documento: "Safe abortion: technical and policy guidance for health systems".
Nel 2005 la stessa OMS inserisce il mifepristone e il misoprostolo nella quattordicesima versione della sua lista dei farmaci essenziali raccomandandone l'uso combinato e sotto stretta osservazione medica. Il fine è offrire un'alternativa ai metodi chirurgici utilizzati nei paesi in via di sviluppo.
Contrari all'utilizzo della RU-486 sono i movimenti pro-life che contestano l'uso del mifepristone, considerandolo un modo per abbandonare la donna nel momento in cui deve affrontare una scelta difficile. Da più parti inoltre si sostiene che la semplicità della procedura con cui può essere interrotta la gravidanza potrebbe portare le donne a sottovalutare l'importanza della decisione e quindi a un incremento del numero di aborti. Tuttavia nei paesi in cui questa procedura è ormai in uso da molti anni le statistiche non hanno mostrato variazioni significative, ma soltanto la tendenza diffusa a ricorrere all'interruzione in epoca gestazionale più precoce, quindi con minori rischi di complicanze per la salute della donna.

### La sperimentazione e la distribuzione in Italia
Nel novembre 2002 in base alla Legge 22 maggio 1978, n. 194 il Comitato Etico della Regione Piemonte approva un progetto di sperimentazione del mifepristone, ma il progetto viene bloccato dall'allora ministro della Salute Girolamo Sirchia.
Con un intervento che sfida le leggi restrittive, l'organizzazione Women on Waves ha noleggiato navi con un'unità medica a bordo per rendere possibile l'aborto con la RU-486 in acque internazionali accogliendo nei porti le donne che scelgono di interrompere la gravidanza. L'Italia è stata in passato interessata da queste azioni quando ancora esisteva solo l'IVG chirurgico e la notizia è stata discussa dai media.
Dopo lungaggini burocratiche, nel settembre 2005 il progetto prende il via all'Ospedale Sant'Anna di Torino ad opera del ginecologo Silvio Viale, esponente del Partito Radicale e dell'Associazione Luca Coscioni, che sulla stampa e in alcune trasmissioni televisive difende il diritto alla sperimentazione. Nasce un intenso dibattito tra la giunta regionale e il Ministero della Salute presieduto da Francesco Storace che invia un'ispezione considerando illegale l'inizio della sperimentazione senza l'autorizzazione del Ministero stesso. In novembre riprende lo studio, a condizione che le donne rimangano ricoverate per un periodo minimo di tre giorni, e intanto si intraprendono sperimentazioni anche in Liguria, Toscana e Emilia-Romagna. A Milano nell'Ospedale Buzzi parte una sperimentazione che prevede l'utilizzo del metotressato al posto dell'RU-486.
La Toscana è la prima regione italiana a utilizzare la pillola RU-486 in ambito ospedaliero senza sperimentazione. L'11 novembre 2005, grazie a farmaci acquistati direttamente in Francia, vengono effettuate le prime tre interruzioni volontarie di gravidanza presso il reparto di ginecologia dell'Ospedale "Felice Lotti" di Pontedera.
Contemporaneamente a Milano e a Torino la magistratura avvia delle indagini ipotizzando una violazione della legge 194. A Milano l'indagine si conclude con l'archiviazione mentre a Torino viene decisa la sospensione dello studio nel settembre 2006.
Nel giugno 2007 l'ente europeo per il controllo sui farmaci (EMEA) approva l'uso del mifepristone e ne ribadisce la sicurezza, autorizzandone l'uso anche in caso di "preparazione" del collo dell'utero all'aborto chirurgico. In novembre viene trasmessa al Ministero della Salute italiano la documentazione per la procedura di mutuo riconoscimento, che permette la registrazione del farmaco anche in Italia sulla base delle norme comunitarie, ma il ministro Livia Turco blocca ancora la procedura chiedendo al Consiglio superiore di sanità di «formulare un parere nel pieno rispetto della legge 194».
Il 30 luglio 2009 la RU-486 viene approvata dall'Agenzia italiana del farmaco con 4 voti favorevoli su 5.
Il 25 novembre 2009, dopo un'inchiesta conoscitiva, la commissione Sanità del Senato approva con i voti dei partiti di centro-destra un documento che chiede al governo di fermare la commercializzazione della RU-486 in attesa di un parere tecnico del ministero della Salute circa la compatibilità con la legge 194 per poter stabilire profili di utilizzo coerenti con la stessa, in particolare il ricovero obbligato in ospedale durante tutto il ciclo di assunzione del farmaco.
Dal 10 dicembre 2009, con la pubblicazione sulla Gazzetta Ufficiale dell'autorizzazione all'immissione in commercio, la RU-486 entra definitivamente a far parte dei farmaci utilizzabili in Italia.
In Italia la RU-486 è somministrabile fino alla settima settimana dall'inizio dell'ultimo ciclo mestruale e con ricovero ospedaliero obbligatorio di tipo «ordinario (che prevede l'assegnazione di un posto letto e la permanenza continuativa della paziente con pernottamento nella struttura ospedaliera) per l'intera procedura abortiva, nelle sue diverse fasi».
L'obbligo di somministrazione esclusivamente in regime di ricovero ospedaliero fu introdotto in Italia dal Consiglio superiore di sanità fin dalle prime fasi di sperimentazione clinica del farmaco nel 2005 e confermato anche nel 2009 dall'AIFA al momento dell'autorizzazione all'immissione del farmaco Mifegyne in commercio da usarsi «in associazione sequenziale con un analogo delle prostaglandine» in ricovero ospedaliero «dal momento dell'assunzione del farmaco fino alla verifica dell'espulsione del prodotto del concepimento».
In altri Paesi, come la Francia, è permessa la somministrazione domiciliare fino alla settima settimana e con ricovero ospedaliero di mezza giornata fino alla nona settimana dopo l'inizio dell'ultimo ciclo. Le uniche regioni italiane in cui non è necessario il ricovero ospedaliero di tre giorni sono Toscana, Emilia-Romagna e Lazio. In Piemonte presso l'Ospedale S.Anna, A.O.U Città della Salute e della Scienza, oltre 7.000 donne hanno utilizzato la RU-486: esse non sono mai rimaste tre giorni in ospedale e dal 2013 è stato adottato il day hospital terapeutico. Nel giugno 2015 i medici dell'Ospedale S.Anna hanno chiesto all'AIFA di "estendere a 9 settimane (63 giorni) il limite di riferimento per l'aborto medico e di rimuovere la prescrizione del ricovero di tre giorni".
Il Ministro della Salute Speranza, il 13 agosto 2020 ha pubblicato le nuove linee guida sull'aborto con RU-486 dopo il parere del Consiglio Superiore di Sanità pubblicato il 4 agosto. Il termine è esteso alle 9 settimane (63 giorni) ed è stato rimosso il vincolo del ricovero per tre giorni. La procedura si può fare nelle strutture ambulatoriali pubbliche adeguatamente attrezzate, funzionalmente collegate all’ospedale ed autorizzate dalla Regione, ovvero consultori o day hospital.

## Women on waves
Legata all'uso della RU-486 è l'associazione no profit "Women on Waves" nata nei Paesi Bassi grazie a Rebecca Gomperts. L'associazione si pone come obiettivo l'assistenza a donne che chiedono di praticare l'aborto. Questa pratica viene esercitata a bordo di una nave ancorata in acque internazionali al largo di paesi in cui l'aborto è vietato e serve appunto a incentivare l'uso della pillola rispetto a pratiche poco igieniche e pericolose per la vita della donna.

## Diffusione

### Stati Uniti
Secondo le rilevazioni del Guttmacher Institute, il numero degli aborti registrati negli Stati Uniti nella prima metà del 2024 ha raggiunto quota 587mila, il 12% in più rispetto allo stesso periodo dell’anno precedente. Due terzi sono attribuiti alla Ru484 contro la metà del 2023.

### Italia
Secondo la relazione del Ministero della Salute sulla legge 194 presentata al Parlamento, a fronte di un calo complessivo delle nascite del numero degli aborti, al 2023 gli aborti farmacologici in Italia erano il 48.3% del totale. La progressione dell'uso della Ru486 è stata: 3,3% nel 2010, 24,9 nel 2019 e 31,9% nel 2020, 45.3% nel 2021.

### Europa
Al 2010, in Francia, Svezia e Scozia il mifepristone è il metodo prescelto nel 50% circa delle interruzioni di gravidanza del primo trimestre.